# Grand Prix Bruno Beghelli 2016
 (septembre 2016).
Si vous disposez d'ouvrages ou d'articles de référence ou si vous connaissez des sites web de qualité traitant du thème abordé ici, merci de compléter l'article en donnant les références utiles à sa vérifiabilité et en les liant à la section « Notes et références ».
Le Grand Prix Bruno Beghelli est une course de catégorie 1.HC disputé le 25 septembre autour de Monteveglio en Italie.

## Présentation

### Équipes
| WorldTeams (10)- Cannondale-Drapac - Trek-Segafredo - FDJ - Dimension Data - Lampre-Merida - Astana - BMC Racing Team - Movistar Team - Orica-BikeExchange - AG2R La Mondiale Équipes continentales professionnelles (13)- Bardiani CSF - Cofidis, Solutions Crédits - Nippo-Vini Fantini - Wilier Triestina-Southeast - Caja Rural-Seguros RGA - Topsport Vlaanderen-Baloise - Androni Giocattoli-Sidermec - Gazprom-RusVelo - Delko-Marseille Provence-KTM - Bora-Argon 18 - Fortuneo-Vital Concept - CCC Sprandi Polkowice - Wanty-Groupe Gobert Équipe continentale- GM Europa Ovini Équipe nationale- Italie |
| |

### Classement général
| \| Classement général \| Classement général \| Classement général \| Classement général \| Classement général \| \| Coureur \| Coureur \| Pays \| Équipe \| Temps \| \| ------------------ \| -------------------- \| ------------------ \| --------------------------- \| ------------------ \| \| 1er \| Nicola Ruffoni \| Italie \| Bardiani CSF \| 4 h 25 min 21 s \| \| 2e \| Filippo Pozzato \| Italie \| Wilier Triestina-Southeast \| + 0 s \| \| 3e \| Jens Keukeleire \| Belgique \| Orica-BikeExchange \| + 0 s \| \| 4e \| Sonny Colbrelli \| Italie \| Bardiani CSF \| + 0 s \| \| 5e \| Simone Consonni \| Italie \| Italie \| + 0 s \| \| 6e \| Jacopo Guarnieri \| Italie \| Italie \| + 0 s \| \| 7e \| Danilo Napolitano \| Italie \| Wanty-Groupe Gobert \| + 0 s \| \| 8e \| Kristian Sbaragli \| Italie \| Dimension Data \| + 0 s \| \| 9e \| Magnus Cort Nielsen \| Danemark \| Orica-BikeExchange \| + 0 s \| \| 10e \| Francesco Gavazzi \| Italie \| Androni Giocattoli-Sidermec \| + 0 s \| \| 11e \| Matti Breschel \| Danemark \| Cannondale-Drapac \| + 0 s \| \| 12e \| Jempy Drucker \| Luxembourg \| BMC Racing Team \| + 0 s \| \| 13e \| Eduard-Michael Grosu \| Roumanie \| Nippo-Vini Fantini \| + 0 s \| \| 14e \| Manuel Belletti \| Italie \| Wilier Triestina-Southeast \| + 0 s \| \| 15e \| Arman Kamyshev \| Kazakhstan \| Astana \| + 2 s \| \| 16e \| Grega Bole \| Slovénie \| Nippo-Vini Fantini \| + 2 s \| \| 17e \| Thomas Sprengers \| Belgique \| Topsport Vlaanderen-Baloise \| + 2 s \| \| 18e \| Xandro Meurisse \| Belgique \| Wanty-Groupe Gobert \| + 2 s \| \| 19e \| Maciej Paterski \| Pologne \| CCC Sprandi Polkowice \| + 2 s \| \| 20e \| Simone Velasco \| Italie \| Bardiani CSF \| + 2 s \| |                      |            |                             |                 |
| |                      |            |                             |                 |
| Source : ProCyclingStats |                      |            |                             |                 |
| Classement général |                      |            |                             |                 |
| Coureur | Coureur              | Pays       | Équipe                      | Temps           |
| 1er | Nicola Ruffoni       | Italie     | Bardiani CSF                | 4 h 25 min 21 s |
| 2e | Filippo Pozzato      | Italie     | Wilier Triestina-Southeast  | + 0 s           |
| 3e | Jens Keukeleire      | Belgique   | Orica-BikeExchange          | + 0 s           |
| 4e | Sonny Colbrelli      | Italie     | Bardiani CSF                | + 0 s           |
| 5e | Simone Consonni      | Italie     | Italie                      | + 0 s           |
| 6e | Jacopo Guarnieri     | Italie     | Italie                      | + 0 s           |
| 7e | Danilo Napolitano    | Italie     | Wanty-Groupe Gobert         | + 0 s           |
| 8e | Kristian Sbaragli    | Italie     | Dimension Data              | + 0 s           |
| 9e | Magnus Cort Nielsen  | Danemark   | Orica-BikeExchange          | + 0 s           |
| 10e | Francesco Gavazzi    | Italie     | Androni Giocattoli-Sidermec | + 0 s           |
| 11e | Matti Breschel       | Danemark   | Cannondale-Drapac           | + 0 s           |
| 12e | Jempy Drucker        | Luxembourg | BMC Racing Team             | + 0 s           |
| 13e | Eduard-Michael Grosu | Roumanie   | Nippo-Vini Fantini          | + 0 s           |
| 14e | Manuel Belletti      | Italie     | Wilier Triestina-Southeast  | + 0 s           |
| 15e | Arman Kamyshev       | Kazakhstan | Astana                      | + 2 s           |
| 16e | Grega Bole           | Slovénie   | Nippo-Vini Fantini          | + 2 s           |
| 17e | Thomas Sprengers     | Belgique   | Topsport Vlaanderen-Baloise | + 2 s           |
| 18e | Xandro Meurisse      | Belgique   | Wanty-Groupe Gobert         | + 2 s           |
| 19e | Maciej Paterski      | Pologne    | CCC Sprandi Polkowice       | + 2 s           |
| 20e | Simone Velasco       | Italie     | Bardiani CSF                | + 2 s           |

## UCI Europe Tour
Le Grand Prix Bruno Beghelli est une course faisant partie de l'UCI Europe Tour 2016 en catégorie 1.HC, les 40 meilleurs temps du classement final emporte donc de 200 à 3 points.
| Position | 1er | 2e  | 3e  | 4e  | 5e  | 6e  | 7e  | 8e  | 9e  | 10e | 11e | 12e | 13e | 14e | 15e | 16e | 17e | 18e | 19e | 20e |
| -------- | --- | --- | --- | --- | --- | --- | --- | --- | --- | --- | --- | --- | --- | --- | --- | --- | --- | --- | --- | --- |
| PTS UCI  | 200 | 150 | 125 | 100 | 85  | 70  | 60  | 50  | 40  | 35  | 30  | 25  | 20  | 15  | 10  | 5   | 5   | 5   | 5   | 5   |
| Position | 21e | 22e | 23e | 24e | 25e | 26e | 27e | 28e | 29e | 30e | 31e | 32e | 33e | 34e | 35e | 36e | 37e | 38e | 39e | 40e |
| PTS UCI  | 5   | 5   | 5   | 5   | 5   | 5   | 5   | 5   | 5   | 5   | 3   | 3   | 3   | 3   | 3   | 3   | 3   | 3   | 3   | 3   |